# William Brady
Pour les articles homonymes, voir Brady.
William J. Brady (né le 16 août 1829 et mort le 1er avril 1878) était shérif du comté de Lincoln pendant la guerre du comté de Lincoln qui s'est déroulée au Nouveau-Mexique en 1878. Il a été tué dans une embuscade à laquelle prit part Billy the Kid.

## Biographie
Descendant de la famille Mac Brádaigh, présente en Irlande depuis le XIIIe siècle, son père était un fermier. Après la mort de celui-ci, il entre brièvement en politique au niveau local.
Pendant la Grande Famine, il émigre aux États-Unis.
En arrivant à New York en juillet 1851, Brady s'engage dans l'armée. Il sert pendant cinq ans au Texas, où il finit avec le grade de sergent. Il reprend du service et est transféré à Fort Craig (Nouveau-Mexique) en 1856. À la fin de sa période de service, en 1861, il s'enrôle dans les Volontaires du Nouveau-Mexique comme lieutenant à Albuquerque, au mois d'août. Il participe à la bataille de Glorieta Pass et reste avec son unité quand celle-ci est incorporée dans le premier régiment de la cavalerie du Nouveau-Mexique. Quand les troupes confédérées quittent le Nouveau-Mexique, il devient recruteur.
Plus tard, il est nommé commandant à Fort Stanton, où il conduit avec succès plusieurs campagnes contre les Navajos et les Apaches. Il sert ensuite comme commandant dans plusieurs autres forts au Nouveau-Mexique, jusqu'en octobre 1866 où il quitte l'armée avec le grade de major.

## Lincoln, Nouveau-Mexique
Brady s'installe avec sa femme et ses enfants dans un ranch près du Rio Bonito, à quelques kilomètres de la ville de Lincoln. Il est élu shérif du comté une première fois en 1869. En 1871, il est le premier député du Comté de Lincoln à siéger à l'Assemblée du Territoire. Il perd son siège à l'élection suivante et est réélu shérif en 1876.
Alors que les shérifs précédents avaient essayé en vain d'obtenir l'argent nécessaire à la construction d'une prison pour le comté (ils utilisaient la prison de Fort Stanton), Brady arrive à rassembler 3 000 $ pour construire une sorte de prison souterraine. La nouvelle « prison » fait environ 6 m de large sur 9 m de long, et 3 m de profondeur, elle est divisée en deux cellules auxquelles on accède avec une échelle via une trappe Les conditions étaient si mauvaises et les évasions si courantes que le comté finança une vraie prison en 1880. Une des causes du manque de confiance en Brady fut d'ailleurs l'évasion en novembre 1877 de Jesse Evans et de son gang.

## Guerre du comté de Lincoln
Le shérif Brady fait partie du clan de Murphy et Dolan lors de la guerre du comté de Lincoln, et se retrouve donc opposé à Alexander McSween, à Billy the Kid et aux « Regulators ».
Le 1er avril 1878, les Regulators tendent une embuscade à Brady et à ses adjoints dans la rue principale de Lincoln. Brady meurt, atteint d'au moins douze balles.
Brady est d'abord remplacé par John Copeland au poste de shérif, mais ce dernier refuse de prendre part au conflit. Dolan use alors de son influence pour le faire remplacer par George Peppin.